# Elysia chlorotica
Elysia chlorotica é uma pequena lesma do mar verde, devido à presença de clorofila, que habita principalmente a costa leste da América do Norte, entre a Nova Escócia e a Flórida. Este molusco se tornou conhecido por ser o primeiro animal que mostrou a capacidade de realizar a fotossíntese depois de se alimentar da Vaucheria litorea, uma alga marinha, e roubar-lhe os cloroplastos através de um processo conhecido como cleptoplastia. Porém, essa capacidade não é passada de geração em geração e para que se mantenha, a lesma deve continuar a alimentar-se da alga ou, como foi provado, roubar igualmente os genes necessários.

## Descoberta
A espécie foi descrita por Augustus Addison Gould em 1870. No início do século, cientistas da Universidade do Sul da Flórida, EUA, realizaram uma pesquisa sobre o genoma e os resultados foram relatados em janeiro de 2010, pelo Dr. Sydney Pierce.

## Distribuição
A Elysia chlorotica pode ser encontrada ao longo da costa leste dos Estados Unidos, incluindo os estados de Massachusetts, Connecticut, Nova York, Nova Jersey, Maryland, Flórida (leste da Flórida e oeste da Flórida) e Texas. Elas também podem ser encontradas no extremo norte da Nova Escócia, no Canadá.

## Características

### Descrição
Os adultos de Elysia chlorotica são geralmente de cor verde brilhante, devido ao seu hibridismo, mas podem ser avermelhados ou de cor acinzentada, dependendo da quantidade de clorofila no tubo digestivo, que se ramifica por todo o seu corpo. Lesmas juvenis apresentam coloração marrom com manchas vermelhas até que ingiram as algas, ocasião em que ficam verdes. A espécie pode crescer até chegar aos 60 milímetros de comprimento, mas normalmente crescem até 30 milímetros.

### Alimentação

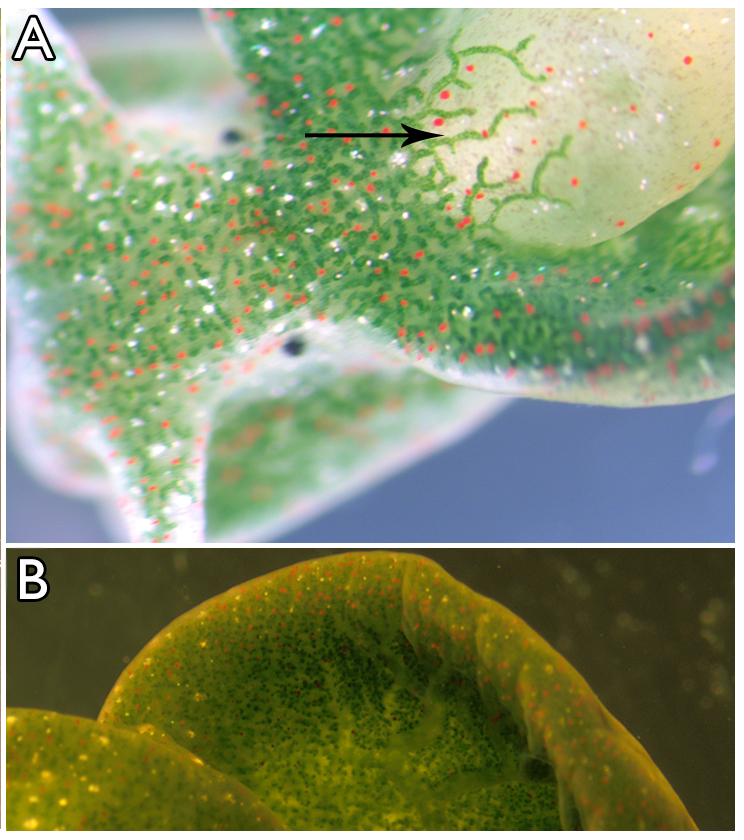
(A) Um túbulo definido do divertículo digestivo que se estende para a região parapodial do animal (seta). O sistema digestivo consiste em túbulos densamente embalados que se ramificam por todo o corpo do animal. Cada túbulo é constituído por uma camada de células individuais que contêm organelas animais e numerosos plastídeos de algas. Esta camada celular envolve o lúmen. (B) Imagem ampliada da epiderme de E. chlorotica mostrando plastídeos densamente embalados. Os animais são de cor cinza claro sem os plastídeos residentes, que contribuem com a clorofila para tornar os limões marinhos brilhantes.

Elysia chlorotica alimenta-se de algas Vaucheria litorea. A lesma mantém o alimento firme em sua boca e suga seu conteúdo. Ela mantém os cloroplastos ilesos, armazenando-os dentro de suas próprias células de seu extenso sistema digestivo. A aquisição dos cloroplastos por meio da alimentação ocorre logo após a metamorfose.

A incorporação dos cloroplastos dentro das células de Elysia chlorotica permite à lesma realizar fotossíntese. Isto é benéfico para ela porque há certos períodos em que a alga não está disponível em quantidade suficiente no ambiente para uma alimentação adequada. A lesma pode sobreviver meses somente com os açúcares produzidos através da fotossíntese realizada por seus próprios cloroplastos.

## Ciclo de vida

### Reprodução
As espécies adultas da Elysia chlorotica são hermafroditas simultâneas. Quando madura sexualmente, cada animal produz esperma e óvulos ao mesmo tempo. No entanto, a auto-fecundação não é comum dentro desta espécie. Em vez disso, a Elysia chlorotica copula transversalmente. Depois que os ovos são fertilizados dentro da lesma (a fertilização é interna), a Elysia chlorotica coloca seus ovos fertilizados em cordas longas.